# Santuario dell'Annapurna
Il Santuario dell'Annapurna (Annapurna Sanctuary) è un bacino glaciale lungo circa 40 km, di forma ovale, situato in Nepal (Himalaya centrale) a nord di Pokhara, ad un'altitudine di oltre 4.000 metri, circondato da un anello di montagne, appartenenti al massiccio dell'Annapurna, la maggior parte delle quali superano i 7000 metri.

## Descrizione

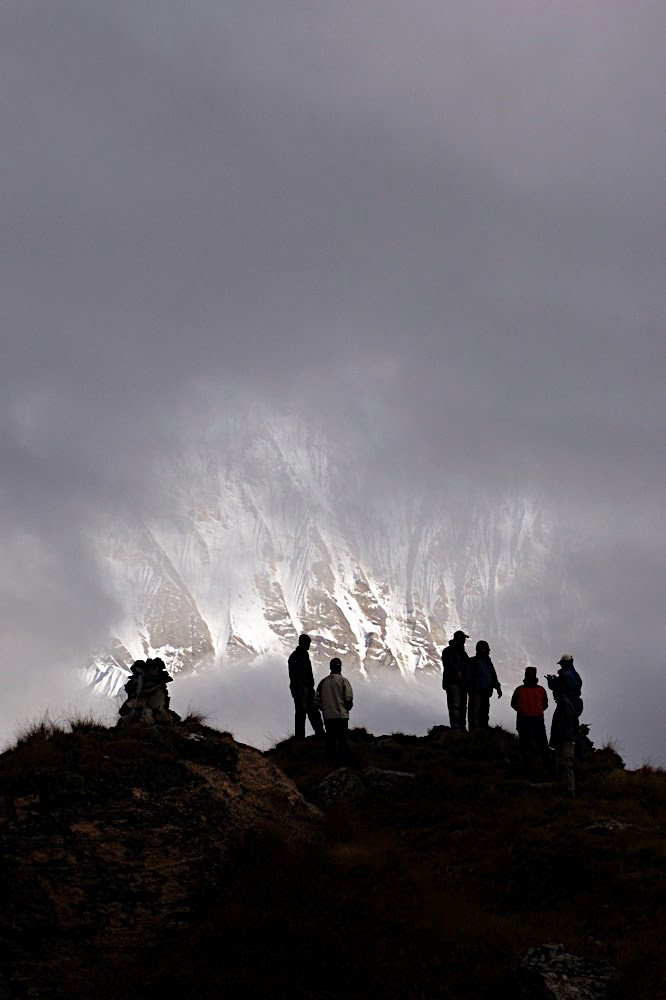
La parete sud dell'Annapurna dalla capanna degli escursionisti nell'Annapurna Sanctuary.

### Geomorfologia
L'unico ingresso è uno stretto passaggio tra il Hiunchuli ed il Machapuchare, formato dall'acqua di fusione dei ghiacciai, che si va a gettare nel fiume Modi Khola. Il Santuario è rimasto inviolato da parte di estranei fino al 1956. A causa delle alte montagne su tutti i lati, il Santuario dell'Annapurna riceve solo 7 ore di sole al giorno, in piena estate. La combinazione unica di altezze e profondità nel Santuario dell'Annapurna danno luogo a una straordinaria varietà di ecosistemi.  I pendii esposti a sud sono "coperti da giungle tropicali dense di rododendri e bambù", mentre i pendii esposti a nord, che ricevono poca pioggia, hanno "un clima più secco e freddo simile a quello del vicino altipiano tibetano."

### Religione
L'intero santuario è ritenuto sacro dai Gurung, uno dei tanti popoli autoctoni che abitano la zona. Essi credevano che fosse il luogo dove i Nāga (uomini-serpente della mitologia vedica e induista) depositavano l'oro ed i loro tesori.  A parte questo, il santuario è sempre stato creduto essere la sede di numerose divinità, dell'Induismo e del Buddismo, così come anticamente di divinità animiste. Il Machapuchare era ritenuto essere la casa del dio Shiva, ed i pennacchi di neve che ogni giorno si sollevano dalla sua cima, si riteneva fosse il fumo dell'incenso divino.  Fino a tempi recenti, i Gurung proibivano a chiunque di portare uova o carne nel Santuario dell'Annapurna, ed alle donne ed agli intoccabili era proibito andarvi.

### Escursionismo e alpinismo
Negli ultimi anni il numero di escursionisti ed alpinisti al Santuario è notevolmente aumentato, anche perché il santuario costituisce la base di alcune delle principali vie per le vette dell'Annapurna nonché passaggio obbligato dell'Annapurna Circuit. Nelle sue vicinanze è posto il Campo Base dell'Annapurna (Annapurna Base Camp o ABC). Il Santuario dell'Annapurna è ora parte dell'Annapurna Conservation Area Project, che pone restrizioni sul numero di viaggiatori esteri, sulla raccolta di legna da ardere e sul pascolo degli animali domestici.

## Galleria d'immagini

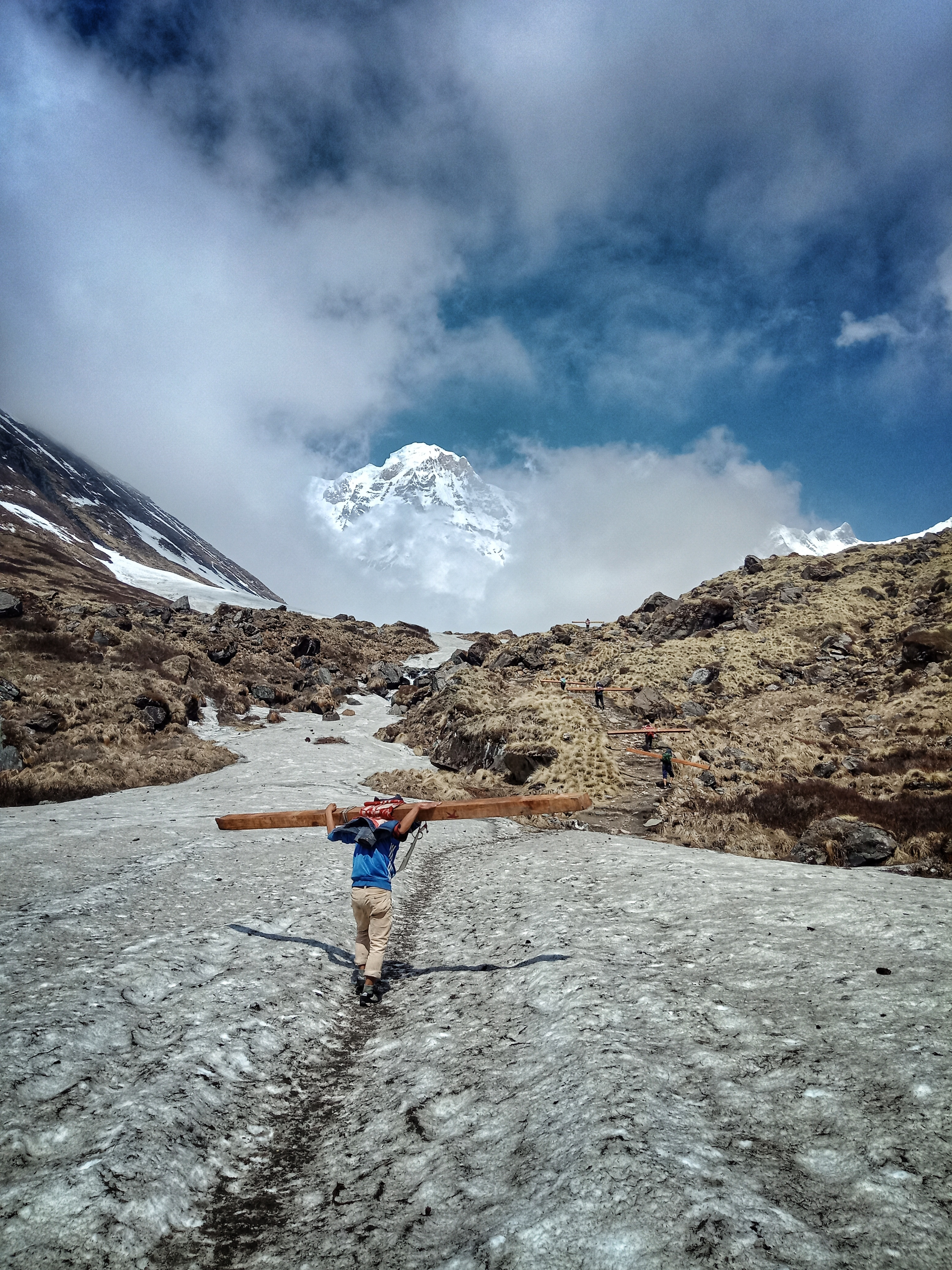
Alle pendici dell'Annapurna alcuni uomini Gurung attraversano il ghiacciaio trasportando travi a spalla
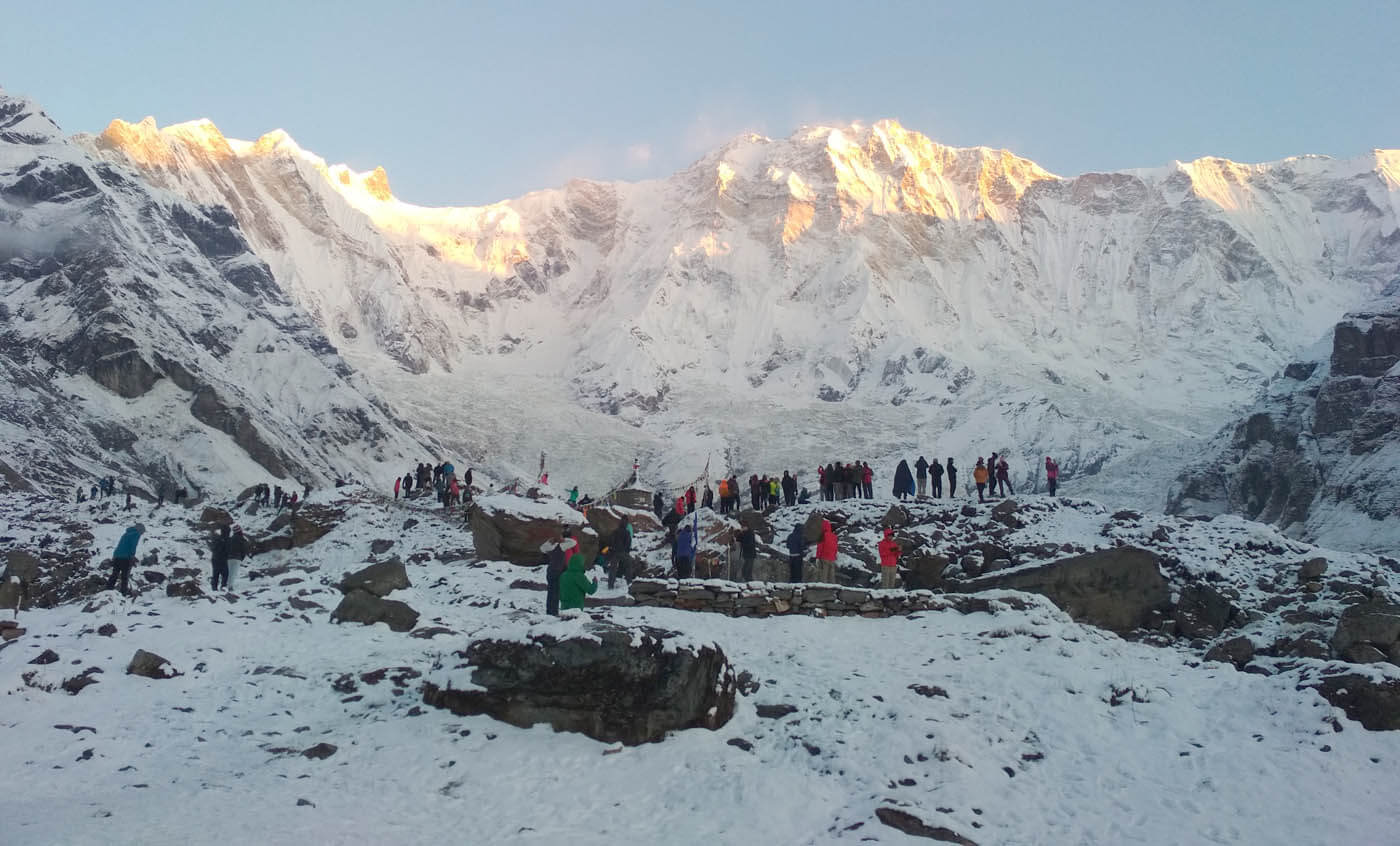
Annapurna
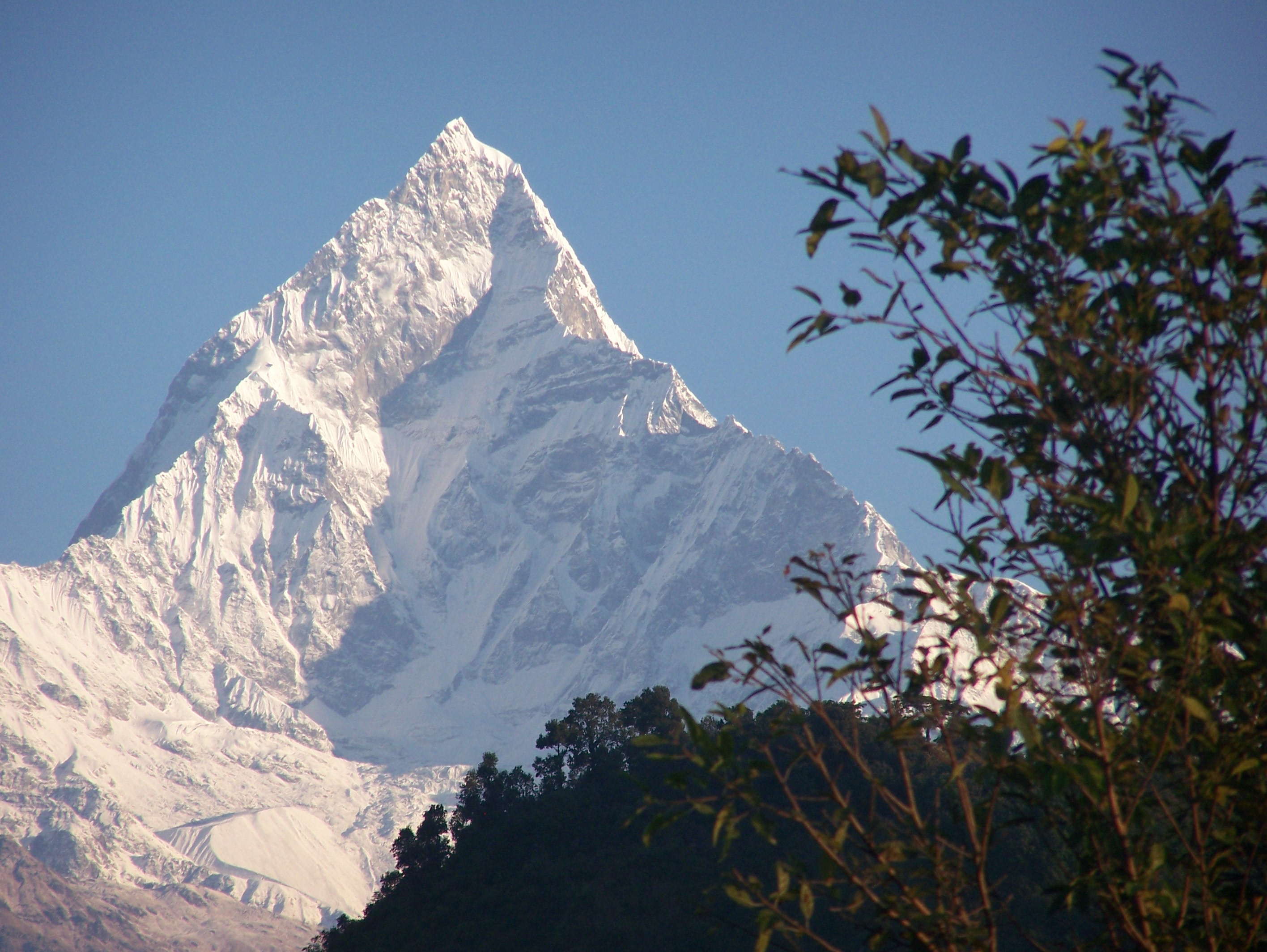
Il Machapuchare visto dal santuario dell'Annapurna
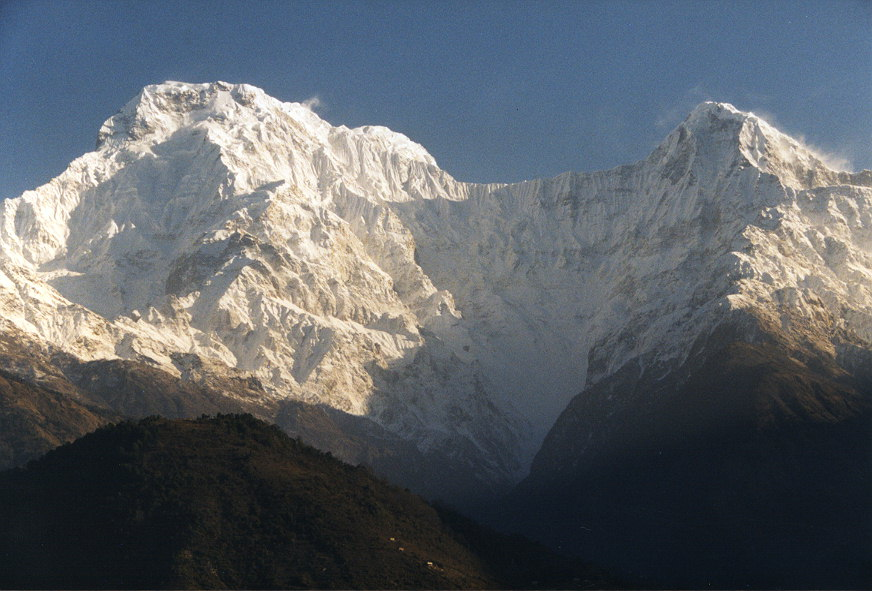
Hiunchuli